# Götzhöhe
Die Götzhöhe ist ein Berg nördlich von Zschopau. Er erreicht eine Höhe von 493,3 m ü. NHN.

## Lage
Die Bergkuppe befindet sich östlich der Verbindungsstraße zwischen Zschopau und Witzschdorf. Er erhebt sich gegen Osten über 200 m zum Zschopautal, nach Süden ca. 150 m gegen das Truschbach-Tal, nach Westen 100 m gegen das Tal des Gornauer Baches und nach Norden nur ca. 50 m über die obere Ortslage von Witzschdorf.

## Geologie
Der Berg liegt im Übergangsbereich von Gneisen und Glimmerschiefer mit mehreren eingelagerten Linsen von Quarzit-Schiefer, der in einem Steinbruch abgebaut wurde. Durch die Ausbreitung des Steinbruchs war eine fast 200 m tiefe Schlucht an der Südostflanke des Berges entstanden, welche heute größtenteils verfüllt ist.

## Erreichbarkeit
Von der Verbindungsstraße Zschopau–Witzschdorf aus erreicht man die Höhe am günstigsten von Abstellmöglichkeiten an den Hochbehältern direkt westlich der Straße. Der direkte Zugang zur Kuppe ist von allen Seiten weglos. Von Witzschdorf und Zschopau aus ist die Höhe über den südlich vorbeiführenden Leichenweg zu erreichbar. An diesem befindet sich auch eine Schutzhütte. Von Gornau aus erreicht man den Berg über den Heideberg, von Dittmannsdorf aus über den Diebsteig.

## Aussicht

### Norden
Von der Höhe bietet sich ein umfassender Rundblick über das mittlere und westliche Erzgebirge. Im Norden erkennt man das untere Zschopautal mit Hennersdorf und Erdmannsdorf, darüber thront die Augustusburg mit der gleichnamigen Stadt. Außerdem lassen sich am Horizont der Oederaner Wald und die Stadt Oederan erkennen. Bei guter Sicht sind außerdem Frankenberg und Ortschaften nördlich von Chemnitz zu erkennen.

### Osten
Nach Osten sieht man das am Hang gelegene Waldkirchen, dahinter das große Börnichener Windkraftrad, den Bornwald mit dem Adlerstein. Etwas südlicher liegt Krumhermersdorf mit dem Katzenpfötel und dem Pilzhübel.

### Süden
Der spektakulärste Blick bietet sich gegen Süden: Unten im Tal die Stadt Zschopau, dahinter Hohndorf und Wolpertsbüschel (Berg). Das Zschopautal hinauf sieht man Scharfenstein und Wolkenstein. Dahinter bietet sich ein umfassender Blick auf das obere Erzgebirge. Mehr im Vordergrund der Sauberg mit Ehrenfriedersdorf und dem Kalten Muff. Weiter im Hintergrund sieht man die großen Basalt-Berge des Erzgebirges: Scheibenberg, Pöhlberg mit der Stadt Annaberg-Buchholz, Bärenstein und Haßberg; dahinter liegen Keilberg und Fichtelberg mehr gegen Westen bildet der Geyerische Wald mit den Greifensteinen den Horizont, markant hier der Fernsehturm.

### Westen
Gegen Westen schließlich liegen im Tal Gornau und Dittmannsdorf dahinter die Dittersdorfer Höhe, das Schwarze Holz und schließlich Chemnitz mit den markanten Schornsteinen.